# Mocsa
Mocsa là một thị trấn thuộc hạt Komárom-Esztergom, Hungary. Thị trấn này có diện tích 67,22 km², dân số năm 2010 là 2216 người, mật độ 33 người/km².